# Sean Hayes
Sean Patrick Hayes (n. 26 iunie 1970, Evergreen Park⁠(d), Cook County, Illinois, SUA) este un comediant american.

## Filmografie

### Film
| An   | Titlu                                                | Rol                               | Note |
| ---- | ---------------------------------------------------- | --------------------------------- | ---- |
| 1996 | A&P                                                  | Sammy                             |      |
| 1998 | Billy's Hollywood Screen Kiss                        | Billy Collier                     |      |
| 2000 | Buzz Lightyear of Star Command: The Adventure Begins | Brain Pod #13                     | Voce |
| 2001 | Cats & Dogs                                          | Mr. Tinkles                       | Voce |
| 2003 | Pieces of April                                      | Wayne                             |      |
| 2003 | The Cat in the Hat                                   | Mr. Hank Humberfloob / Voce Pește |      |
| 2004 | Win a Date with Tad Hamilton!                        | Richard Levy the Shameless        |      |
| 2005 | Roberto the Insect Architect                         | Narator                           |      |
| 2007 | The Bucket List                                      | Matthew                           |      |
| 2008 | Soul Men                                             | Danny Epstein                     |      |
| 2008 | Igor                                                 | Brain                             | Voce |
| 2010 | Cats & Dogs: The Revenge of Kitty Galore             | Mr. Tinkles                       | Voce |
| 2012 | The Three Stooges                                    | Larry Fine                        |      |
| 2012 | Hit and Run                                          | Sandy Osterman                    |      |
| 2013 | Monsters University                                  | Terri Perry                       | Voce |
| 2014 | How Murray Saved Christmas                           | Edison Elf                        | Voce |
| 2017 | The Emoji Movie                                      | Steven                            | Voce |
| 2020 | Lazy Susan                                           | Susan O'Connell                   |      |
| 2022 | Am I Ok?                                             | Stu                               |      |